# Rąbczyn (powiat ostrowski)

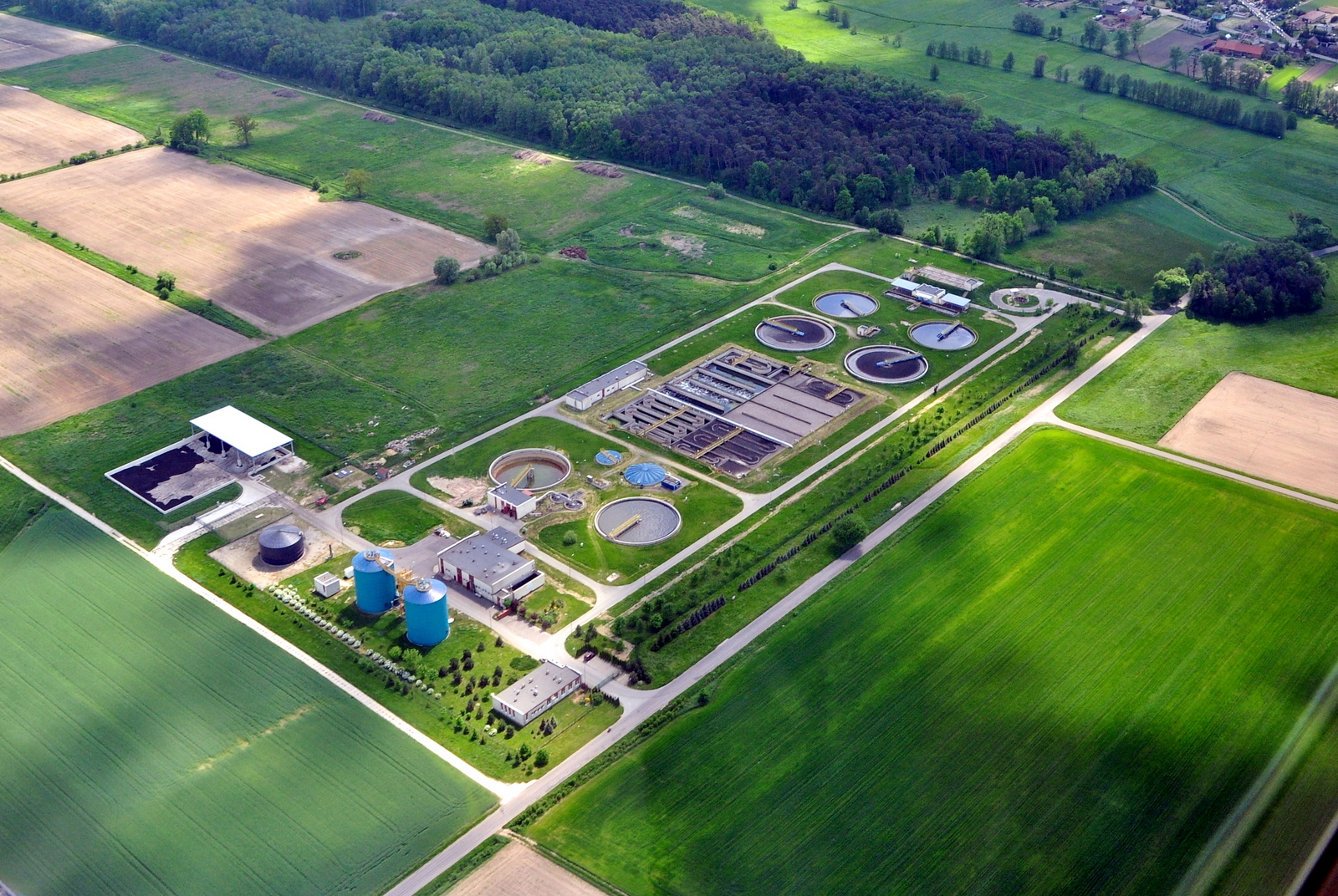
Nowoczesna oczyszczalnia ścieków dla Ostrowa Wlkp.

Rąbczyn (niem. Walrode) – wieś w Polsce położona w województwie wielkopolskim, w powiecie ostrowskim, w gminie Raszków. Leży ok. 3 km na północny zachód od Ostrowa Wlkp.
Znany od 1401 jako wieś rycerska. Przed 1932 miejscowość położona była w powiecie odolanowskim, W latach 1975–1998 w województwie kaliskim, w latach 1932-1975 i od 1999 w powiecie ostrowskim.
Znajduje się tu, oddana do użytku w 1996 roku, nowoczesna oczyszczalnia ścieków dla Ostrowa Wlkp.